# 튀니지의 역사
튀니지는 북아프리카에 위치해 있다. 지리적으로 동쪽으로는 리비아, 서쪽으로는 알제리, 북쪽으로는 지중해 사이에 위치해 있다. 튀니스는 수도이자 가장 큰 도시이며(인구 800,000명 이상), 카르타고의 고대 유적지 근처에 있다.
고대 시대에는 북쪽에서 더 풍부한 숲이 자랐고 선사 시대에는 남쪽의 사하라 사막이 건조하지 않았음에도 불구하고, 기록된 역사를 통틀어 튀니지 땅의 물리적 특징과 환경은 꽤 일정하게 유지되었다.
기후는 온화하고, 겨울은 온화하고 여름은 덥고 건조하며, 지형은 숲이 많고 비옥하다. 메제르다강 계곡(튀니스 북동쪽 와디 마자르다)은 현재 가치 있는 농지이다. 동부 해안을 따라 중앙 평야는 강수량은 적지만 강수량이 많은 온화한 기후를 누린다. 산악 지대인 알제리 국경 근처에는 샹비간이 솟아 있는데, 이것은 알제리에서 가장 높은 1544m의 지점이다. 남쪽에는 동쪽에서 서쪽으로 흐르는 소금 호수가 전국을 가로지른다. 더 남쪽에는 그랜드 에르크 오리엔탈의 모래언덕을 포함한 사하라 사막이 있다.

## 근대성 및 프랑스 보호령
19세기가 시작되면서 이 나라는 공식적으로 여전히 오스만 제국의 속주였지만 준자치국으로 남아있었다. 유럽과의 무역은 서구의 상인들이 그 나라에 사업을 설립하기 위해 도착하면서 극적으로 증가했다. 1861년 튀니지는 아랍 세계 최초의 헌법을 제정했지만, 근대화 공화국을 향한 움직임은 경제 침체와 정치적 불안으로 인해 방해 받았다. 외국인들에 의한 정부 대출은 관리가 어려워지고 있었다. 1869년, 튀니지는 스스로 파산을 선언했고, 프랑스, 영국, 이탈리아의 대표들로 구성된 국제 금융 위원회가 경제를 장악했다.
처음에는 이탈리아가 투자와 시민, 지리적 근접성을 동기로 하여 튀니지를 식민지로 만들고자 하는 열망을 가장 많이 보여준 나라였다. 그러나 1871년부터 1878년까지 영국과 프랑스가 협력하여 키프로스에 대한 지배를 받는 대가로 튀니지에서의 프랑스의 영향력을 지원하면서 이러한 움직임은 거부되었다. 프랑스는 여전히 이탈리아의 영향력(튀니지로 이주한 이탈리아인의 거대한 식민지)을 가지고 있었고, 따라서 선제공격의 빌미를 찾기로 결정했다. 1881년 봄, 프랑스군은 튀니지를 점령하고 튀니지 군대가 국경을 넘어 북아프리카에 있는 프랑스의 주요 식민지인 알제리로 갔다고 주장했다. 튀니지에도 관심이 많았던 이탈리아는 이에 반발했지만 프랑스와의 전쟁을 감수하지는 않았다. 그해 5월 12일, 튀니지는 무함마드 3세 아스사디크에 의해 바르도 조약의 서명과 함께 공식적으로 프랑스의 보호령이 되었다. 이로 인해 프랑스는 튀니지의 지배권을 갖게 되었다.

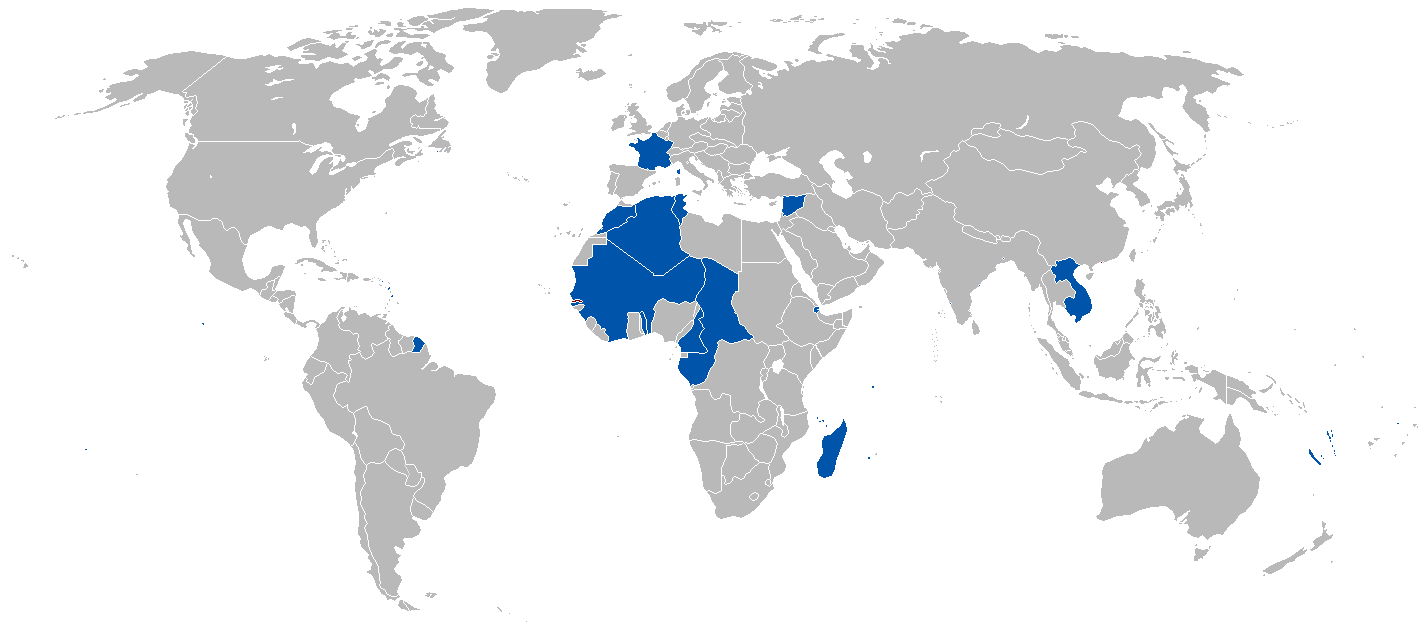
튀니지 프랑스 지배 당시 프랑스의 식민지 제국

프랑스는 점차적으로 더 많은 중요한 행정직을 맡았고, 1884년까지 재정, 우편, 교육, 전신, 공공사업, 농업을 다루는 모든 튀니지 정부 기관을 감독했다. 그들은 튀니지의 부채를 보증하기로 결정하고 나서 국제 금융 위원회를 폐지했다. 1906년 34,000명에서 1945년 144,000명으로 증가하여 경작지의 약 5분의 1을 차지하였다. 도로, 항구, 철도, 광산이 개발되었다. 농촌 지역에서는 프랑스 정부가 지방 관리들을 강화하고 독립 부족들을 약화시켰다. 유럽인들을 위해 추가적인 사법 제도가 설립되었지만, 튀니지인들의 법적 문제에 대해 기존처럼 기존의 샤리아 법정을 방해하지 않고 일반적으로 이용할 수 있었다.
제2차 세계 대전 이후, 국가 독립을 위한 투쟁은 계속되었고 격화되었다. 하비브 부르기바 치하에서 신디스트당이 다시 부상했다. 그러나 진보의 부족과 함께, 1954년 동안 산에서 프랑스 통치에 대한 폭력적인 저항이 시작되었다. 튀니지인들은 알제리와 모로코에서 독립 운동을 벌였지만, 튀니지가 처음으로 독립하게 되었다. 궁극적으로, 네오-데스타당은 책략과 기교를 통해 국민들을 위한 주권을 얻는데 성공했다.

## 튀니지 공화국
프랑스로부터의 독립은 1956년 3월 20일에 이루어졌다. 튀니지의 국왕 무함마드 8세 알아민는 입헌군주제로 수립되었다.

### 하비브 부르기바의 시대
1957년, 하비브 부르기바 총리는 군주제를 폐지하고 그의 네오 데스투르(신헌법) 정당을 확고히 세웠다. 그 정권은 민주적인 정치가 아닌 효율적이고 공정한 국가 운영을 통해 엄격하게 구조화된 정권을 운영하려고 했다. 또한 오스만 제국의 지배로 거슬러 올라가는 준 군주제 기관인 베이도 종료되었다. 그 후, 부르기바는 안정과 경제적 진보를 산출하고, 이슬람 원리주의를 억압하고, 다른 아랍 국가들과 비교할 수 없는 여성들을 위한 권리를 확립하면서, 다음 31년 동안 나라를 지배하기 시작했다. 부르기바의 비전은 튀니지 공화국에 대한 것이었다. 정치 문화는 세속적이고, 포퓰리즘적이며, 에를란과 나폴레옹의 정신에 감동한 프랑스 합리주의 국가 비전의 일종으로 스며들 것이다. 그리고 나서 부르기바는 전통과 혁신이 결합된 독특하고 절충적인 미래를 보았다. 이슬람은 자유주의적 번영을 가지고 있었다.
"부르기바주의"는 튀니지가 결코 신뢰할 수 있는 군사력이 될 수 없으며, 대규모 군사 시설을 건설하는 것은 부족한 투자 자원을 소비할 뿐이며, 튀니지를 중동의 나머지 지역들을 괴롭혔던 군사 개입의 사이클로 몰아넣을 수도 있다고 주장했다. 경제 발전의 명목으로, 부르기바는 다양한 종교 토지를 국유화하고 여러 종교 기관을 해체했다.
부르기바의 가장 큰 자산은 "튀니지는 성숙한 민족주의 조직인 네오 데스투르당을 소유했고, 독립일에 국가의 신임을 얻었다"였다. 그것은 현대 경제의 도시 노동자들과 전통 경제의 시골 사람들에게 적용되었다. 그것은 존경을 받고 일반적으로 합리적인 정부 프로그램을 개발한 훌륭한 지도자들을 가지고 있었다.
1961년 7월, 튀니지가 비제르테에 있는 프랑스 해군 기지를 봉쇄했을 때, 그 위기는 프랑스군과 튀니지 군대 사이의 3일 간의 전투로 절정에 달했고, 약 630명의 튀니지인과 24명의 프랑스인이 사망했고 결국 1963년 프랑스가 도시와 해군 기지를 튀니지에 양도했다.
하비브 부르기바의 심각한 라이벌 중 한 명은 살라 벤 유수프였다. 1950년대 초 카이로로 망명했던 그는 이집트의 대통령 가말 압둘 나세르와 관련된 범아랍 민족주의를 흡수했다. 그러나 독립에 앞서 프랑스와 자치권을 위한 협상 동안 네오 데스투르당 지도부에 대한 강한 반대에 부딪힌 결과, 벤 유세프는 사무총장직에서 해임되었고 당에서 추방되었다. 그럼에도 불구하고 그는 불만을 품은 노조원들, 학생들, 그리고 다른 사람들을 규합하여, 다음 네오 데스투르당 대회 동안 2만 명의 유수피스트들을 거리로 내몰기에 충분했다. 결국 그는 튀니지를 떠나 카이로로 향했다.
사회주의는 초기에는 네오 데스투르당 프로젝트의 주요 부분이 아니었지만, 정부는 항상 재분배 정책을 가지고 시행해 왔다. 큰 공공 사업 프로그램은 1961년에 시작되었다. 그럼에도 불구하고 1964년 튀니지는 단명한 사회주의 시대로 접어들었다. 네오 데스투르당은 사회주의 데스투르당(PSD)이 되었고, 신임 기획장관 아흐메드 벤 살라는 농업협동조합과 공공부문 산업화를 위한 국가 주도 계획을 수립했다. 사회주의 실험은 부르기바의 옛 연합 내에서 상당한 반발을 일으켰다. 아흐메드 벤 살라는 결국 1970년에 해임되었고, 많은 사회화된 사업들(농장 협동조합 등)은 1970년대 초에 사유지로 되돌아갔다. 1978년 정부는 총파업을 진압하고 수십 명을 살해했다.
독립 후, 튀니지의 경제 정책은 주로 경공업과 관광업을 장려하고 인산염 퇴적물을 개발하는 것이었다. 주요 부문은 소규모 농장이 우세한 농업으로 남아 있었지만, 생산량이 많지 않았다. 1960년대 초, 경제는 둔화되었지만, 사회주의 프로그램이 치료제임을 증명하지는 못했다.
1970년대에 튀니지의 경제는 매우 건전한 속도로 팽창했다. 석유가 발견되었고 관광은 계속되었다. 도시와 시골의 인구는 거의 같은 수였다. 그러나 농업 문제와 도시 실업은 유럽으로의 이주를 증가시켰다.

### 벤 알리의 시대
1980년대에 경제는 부진했다. 1983년 국제 통화 기금(IMF)은 정부가 빵과 세몰리나 가격을 올리도록 강요하여 심각한 어려움을 겪고 항의 폭동을 일으켰다. 이러한 상황에서, 라흐트 간누치 휘하의 이슬람 성향 운동(MTI)은 대중적 지도력을 제공했다. 이슬람주의자들을 포함한 시민 소요는 제인 엘아비디네 벤 알리 장군이 이끄는 정부 보안군에 의해 진압되었다. 정부는 그 계획을 고수했고, 벤 알리는 총리로 임명되었다.
84세의 부르기바 대통령은 1987년 11월 7일 타도되고 벤 알리 총리가 교체되었다. 새 대통령은 부르키아의 정치적 지지 체제에 있어서 입헌민주집회(프랑스어 약자로 RCD)로 당명을 바꾼 것을 제외하고는 거의 변화가 없었다.
1988년, 벤 알리는 이슬람의 정체성을 재확인하기 위해 정부와 이슬람교에 대한 새로운 방침을 시도했다. 그는 튀니지 정당인 하라카트 알-이티자 알-이슬람주의 운동과 1981년 창당된 국가 조약을 맺기도 했다. 하지만 벤 알리의 혁신적인 방침은 잘 되지 않았다. 이후 나흐다는 1989년 선거에 강하게 출마했다고 주장했고, 이는 불공평한 것처럼 보였다. 벤 알리는 이후 이슬람 정당을 금지하고 8,000명에 달하는 활동가들을 투옥했다.
2004년, 벤 알리는 94.5%의 득표율로 5년 임기의 대통령으로 재선되었다. 또한 5년 임기의 189명의 하원의원이 선출되었다. 또한, 6년 임기의 126명의 자문위원으로 구성된 자문회의가 있었는데, 그 중 85명은 정부 분과(시정촌 등), 전문 협회, 노동조합에 의해 선출되었다(14명의 노조원) 그리고 나머지 41명의 위원장에 의해 임명되었다. 법원 제도는 프랑스 민법과 이슬람 샤리아법의 결합으로 남아있었다.
이슬람주의자뿐 아니라 노동조합원, 변호사, 언론인 등 폭넓게 지지를 받는 인권 운동이 등장했다. 그러나 튀니지의 정치 제도는 권위주의적 과거에 고정되어 있었다. 2001년 현재, 개혁 요구에 대한 정부의 대응은 가택 연금과 감옥을 포함한다. 정부는 이슬람 야당을 계속 인정하지 않았고, 때때로 반대 의견들을 진압하기 위해 군과 경찰을 동원하여 경직된 정치 풍토에서 나라를 다스렸다.
외교 문제에서 튀니지는 서방과의 긴밀한 관계를 유지하면서도 온건하고 비동맹적인 입장을 견지했다. 아랍 연맹은 1979년부터 1991년까지 튀니스에 본부를 두었다.

## 튀니지 혁명
벤 알리 정권은 높은 실업률, 식량 인플레이션, 부패, 언론의 자유와 열악한 생활환경과 같은 정치적 자유의 부족으로 촉발된 전국적인 시위 이후 막을 내렸다. 이 시위는 튀니지에서 30년 만에 가장 극적인 사회·정치적 불안의 물결을 이루었고 수십 명의 사망자와 부상자를 발생 시켰으며, 대부분은 시위대에 대항한 경찰과 보안군의 행동의 결과였다. 이 시위는 2010년 12월 17일 모하메드 부아지지의 자살로 촉발되었고, 28일 후인 2011년 1월 14일 사우디아라비아로 도피한 후 공식적으로 사임하고 23년 간의 집권을 끝냈다. 서구 언론에서는 이러한 사건들이 흔히 "재스민 혁명"으로 불렸지만, 튀니지 자체에서는 그 이름이 일반적으로 채택되지 않았다. 여기서 일반적으로 사용되는 이름은 품위 혁명이다.
벤 알리가 전복된 후, 튀니지인들은 새 헌법 초안을 만들기 위해 제헌의회를 선출했고, 트로이카라고 알려진 임시 정부는 공화국을 위한 중도 좌파 의회와 소수파 파트너인 에타카톨을 중심으로 한 이슬람주의 엔나이다 운동이라는 세 정당의 연합이었기 때문이다. 그러나 광범위한 불만이 남아 2013~14년 튀니지 정치 위기를 초래했다. 튀니지 국민 4자 대화 기구가 노력한 결과, 제헌의회는 업무를 완료하고, 임시정부가 사임하고, 2014년 새로운 선거가 실시되어 민주 국가로의 전환을 완성했다. 튀니지 국민 4자 대화 기구는 "2011년 튀니지 혁명의 여파로 튀니지에 다원적 민주주의를 건설하는 데 결정적인 공헌"을 한 공로로 2015년 노벨 평화상을 수상했다.

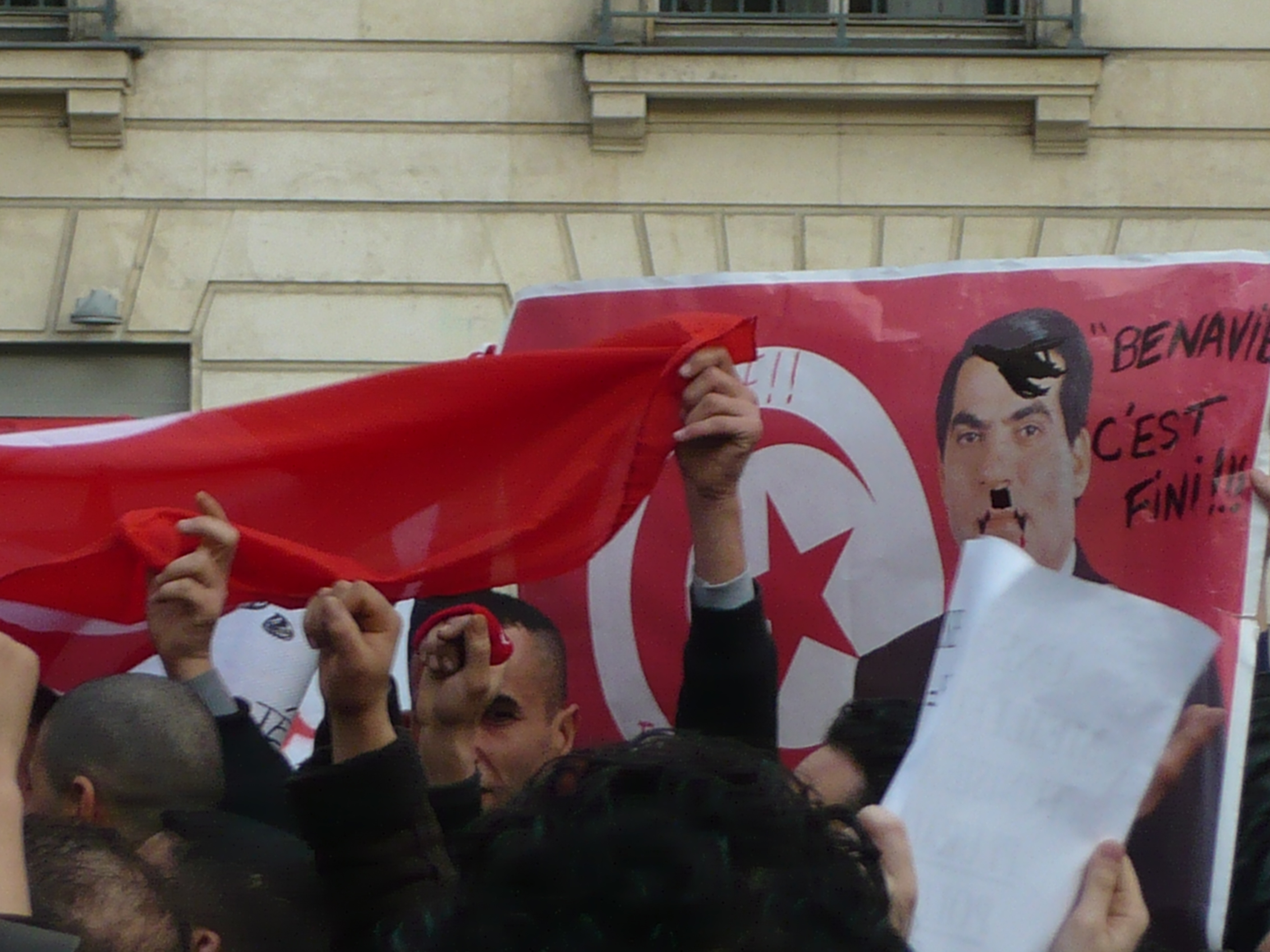
2011년 반정부 시위

튀니지의 첫 민주적으로 선출된 대통령 베지 카이드 에셉시는 2019년 7월에 사망했다. 그의 뒤를 이어 2019년 10월 튀니지 대통령 선거에서 압도적인 승리를 거둔 후, 카이스 사이에드는 튀니지의 대통령이 되었다. 그는 부패하기 쉬운 사람이 아니라는 평판을 받았다.
2021년 9월 카이스 사이에드 대통령은 2014년 헌법 개혁과 새 정부 구성을 발표했다.

## 같이 보기
- 베르베르어파
- 페니키아
- 카르타고
- 이프리키야
- 바르바리
- 튀니지
- 아프리카의 역사